# Grå jordlav
Grå jordlav (Catapyrenium psoromoides) är en lavart som först beskrevs av William Borrer, och fick sitt nu gällande namn av R. Sant. Grå jordlav ingår i släktet Catapyrenium och familjen Verrucariaceae.  Arten är reproducerande i Sverige. Inga underarter finns listade i Catalogue of Life.